# Castelo de Linhares da Beira
O Castelo de Linhares da Beira localiza-se na freguesia de Linhares, no município de Celorico da Beira, em Portugal.
Situado num cabeço rochoso num contraforte a noroeste da serra da Estrela, domina o vale do rio Mondego. O seu passado mergulha nas lendas, sendo considerado uma das fortificações medievais mais importantes da Beira Alta Interior.
O Castelo de Linhares da Beira está classificado como Monumento Nacional desde 1922.

## História

### Antecedentes
Embora sejam escassas as informações acerca da primitiva ocupação humana deste sítio, alguns autores atribuem a fundação da povoação aos Túrdulos, que aqui se teriam fixado por volta de 850 a.C.
Após a Invasão romana da Península Ibérica, este povoado tornou-se vizinho a uma estrada romana, que ligava Conímbriga ao nó viário da Guarda. Esse facto teria atribuído valor à povoação, sucessivamente ocupada por Visigodos e Muçulmanos. Estes últimos aqui teriam erguido uma fortificação, recordando-se uma antiga tradição local que referia que as gentes de Linhares teriam destruído um castelo mouro cujo senhor se denominava Zurar. Deste nome teria derivado o topónimo Azurara, primitiva denominação de Mangualde.

### O castelo medieval

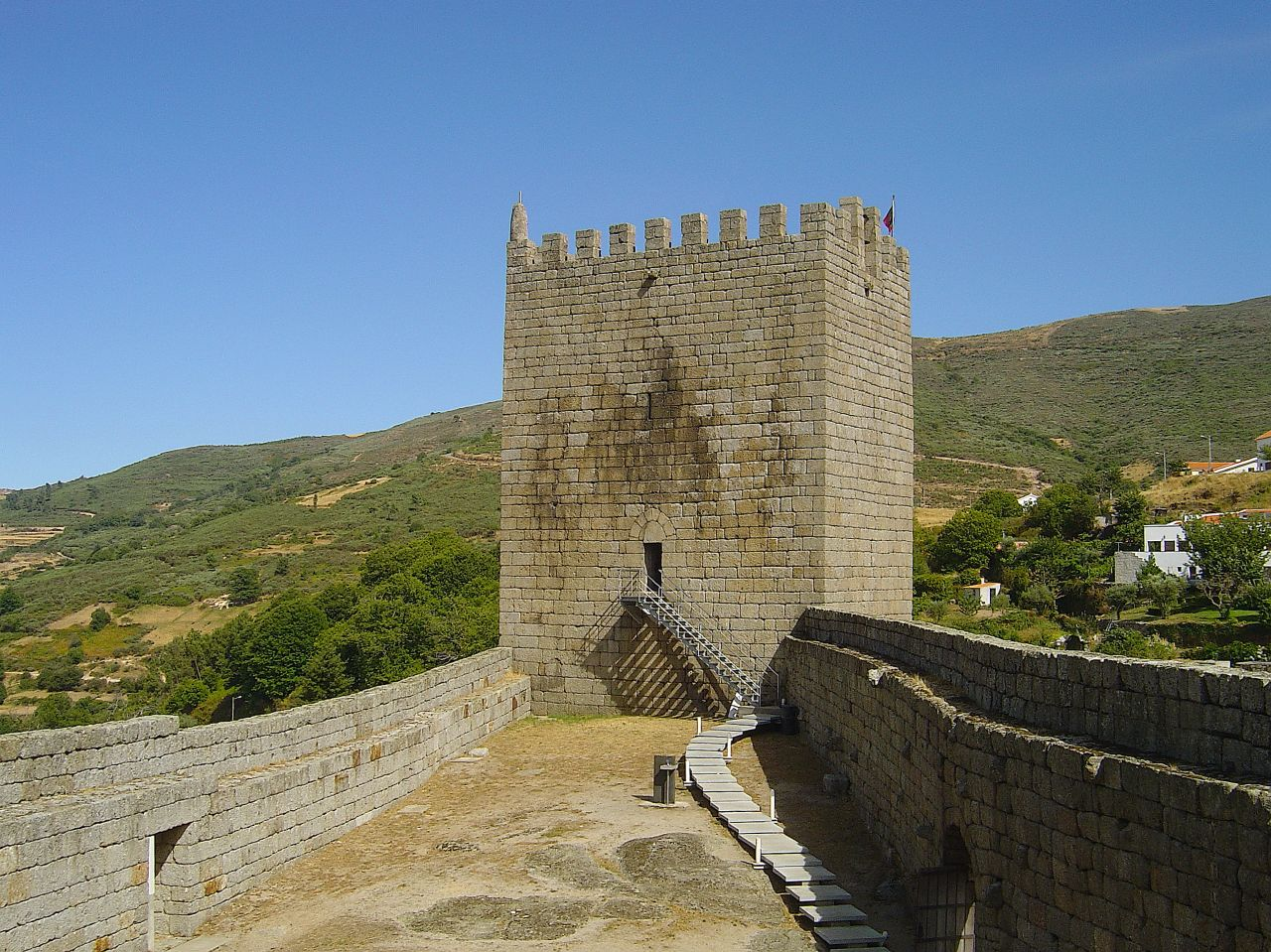
Castelo de Linhares, Portugal: pátio e Torre de Menagem.

A facilidade de comunicação viária não terá deixado Linhares alheia aos eventos da Reconquista cristã da península. Alguns autores questionam se a Linhares mencionada entre outras povoações na concessão de um foral sem data, pelo rei Fernando Magno de Leão, seria esta povoação na Beira, ou a homónima, no Douro.
Com a independência de Portugal, D. Afonso Henriques, visando promover o seu povoamento e defesa, lhe concedeu foral em 1169. Esse privilégio seria confirmado em 1217 por D. Afonso II.
A primeira referência histórica ao castelo data de algum momento dos três primeiros anos do reinado de D. Sancho I (final do século XII), ligada a uma invasão daquele trecho da fronteira por forças do reino de Leão. Eram alcaides do Castelo de Linhares e do Castelo de Celorico da Beira respectivamente os irmãos Rodrigo e Gonçalo Mendes. Encontrando-se este último cercado em Celorico pelo invasor, acorreu Rodrigo com as gentes de Celorico em auxílio do irmão, logrando vitória sob a invocação de Nossa Senhora dos Açores, em devoção a quem se ergueu uma Capela a meio caminho entre ambas as localidades, e se faz, anualmente, uma romaria a 3 de Maio.
Embora se desconheça a primitiva configuração deste castelo, acredita-se que tenha apresentado traços do estilo românico, com a torre de menagem isolada no interior da praça de armas e cerca envolvente adaptada ao terreno. No reinado de D. Afonso III, nas Inquirições de 1258, menciona-se que os moradores de Sátão eram obrigados à anúduva (auxílio na reparação de estruturas militares) nos castelos da Guarda e de Linhares, o que demonstra, a par da importância estratégica deste último no quadro defensivo do reino à época, que lhe estavam sendo procedidas obras.
Sob o reinado de D. Dinis, do mesmo modo que em parte expressiva das fortificações portuguesas no período, uma nova campanha de obras teve lugar em Linhares. Este soberano doou os domínios da vila e seu castelo a seu filho, Fernão Sanches.
A povoação e seu castelo estiveram envolvidas na segunda guerra que D. Fernando moveu contra Henrique de Castela, tendo sido cercada e tomada pelas forças deste quando, invadindo Portugal pela Beira, no início de 1373, marcharam de Almeida para Viseu, e daqui sobre Lisboa. Com o falecimento de D. Fernando, ao se abrir a crise de 1383-1385, o alcaide de Linhares, Martim Afonso de Melo, tomou o partido de D. Beatriz e de João I de Castela, como de resto o fez grande parte da principal nobreza portuguesa. Vindo a cair sob o domínio do Mestre de Avis, este entregou o senhorio da vila a Egas Coelho, fidalgo de sua confiança (14 de Agosto de 1384), logo sucedido por Martim Vasques da Cunha que se iria destacar, à frente das gentes de Linhares, na batalha de Trancoso, na Primavera de 1385.
Com a paz, o castelo perdeu a sua função estratégica, dele não existindo notícias até ao século XVII, quando foi instalado o relógio público na sua torre.

### Do século XX aos nossos dias
Em avançado estágio de degradação, o castelo foi classificado como Monumento Nacional por Decreto publicado em 17 de Junho de 1922, vindo a intervenção do poder público a se materializar a partir da década de 1940, através da ação da Direcção-Geral dos Edifícios e Monumentos Nacionais (DGEMN), estendendo-se pela década seguinte. Os trabalhos procedidos à época ressentiram-se da pesquisa arqueológica preliminar, tendo sido removido entulho de seu interior e reconstruídos os panos de muralha, particularmente toda a cerca a norte do recinto inferior. Com relação às torres, procedeu-se à reconstrução de seu interior, o coroamento com merlões e a reconstrução das coberturas, com telhado de quatro águas.
Em uma campanha mais recente, renovaram-se as escadarias metálicas, protegeu-se a parte interna do adarve com guardas e renovou-se a organização interna das torres.

## Características
Na cota de 820 metros acima do nível do mar, o castelo apresenta planta irregular orgânica (adaptada ao terreno), em estilo românico e gótico, distribuída por dois recintos muralhados em aparelho de granito, desnivelados: a oeste, na cota mais elevada, o da alcáçova, com planta aproximadamente triangular, compreende a praça de armas, dominada pela torre de menagem; a leste, em cota inferior, com planta aproximadamente trapezoidal, o que envolvia a primitiva vila.
Associada à cerca, aproximadamente a meio entre os dois recintos, defendendo a porta da alcáçova, ergue-se a torre de menagem, de feição dionisina. De planta retangular, divide-se internamente em três pavimentos, com porta de acesso ao nível do segundo, e balcões com matacães abertos ao nível do último pavimento.
No lado oposto, ergue-se uma segunda torre, de menores dimensões, também de planta retangular, onde, no século XVII se instalou o relógio que a denomina atualmente.
Na alcáçova abriam-se duas cisternas quadrangulares, identificando-se ainda os restos do que se acredita ter sido o paço dos alcaides. O acesso era feito por três portas, duas das quais comunicando com o exterior e a vila e a terceira, a chamada porta da traição, rasgada nos muros a oeste da alcáçova. Uma quarta, em arco apontado, prove a comunicação entre os recintos.